# Mecaphesa cavata
Mecaphesa cavata là một loài nhện trong họ Thomisidae.
Loài này thuộc chi Mecaphesa. Mecaphesa cavata được miêu tả năm 1970 bởi Suman.